# Sevesorichtlijn
De Sevesorichtlijn of post-Seveso-richtlijn (officieel: Richtlijn 2012/18/EU) is Europese richtlijn van 24 juni 1982 die bedoeld is om de veiligheid te verbeteren van locaties met grote hoeveelheden gevaarlijke stoffen. De naam komt voort uit de Sevesoramp (1976). De Sevesorichtlijn is later geüpdatet als Seveso-II-richtlijn (9 december 1996, aangepast op 16 december 2003) en Seveso-III-richtlijn (4 juli 2012).